# フェルディナント・レーヴェ

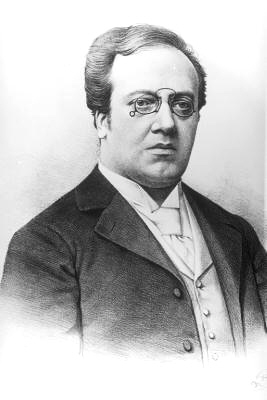
フェルディナント・レーヴェ

フェルディナント・レーヴェ（Ferdinand Löwe, 1865年2月19日 - 1925年1月6日）は、オーストリアの指揮者。

## 略歴
いくつかの地方歌劇場指揮者を歴任後、カイム管弦楽団（現在のミュンヘン・フィル）音楽監督をへて、みずからウィーン演奏協会管弦楽団（現在のウィーン交響楽団）を設立し初代音楽監督。直弟子として、師であるブルックナーが遺した最後の交響曲である交響曲第9番の改訂を行い（1906年 レーヴェ版）、この版は20世紀前半にはしばしば演奏されたが、現在顧みられることは殆どない。1919年から1922年まで、ウィーン国立音楽大学学長を兼任した。